# Autocesta A10
L'autostrada A10 (in croato Autocesta A10) è un'autostrada croata, che collega il confine bosniaco-erzegovese presso Kula Norinska (oltre il quale prosegue come A1) con l'autostrada A1 presso Mali Prolog.